# Phlebotomus mascittii
|  | Dieser Artikel wurde aufgrund von formalen oder inhaltlichen Mängeln in der Qualitätssicherung Biologie zur Verbesserung eingetragen. Dies geschieht, um die Qualität der Biologie-Artikel auf ein akzeptables Niveau zu bringen. Bitte hilf mit, diesen Artikel zu verbessern! Artikel, die nicht signifikant verbessert werden, können gegebenenfalls gelöscht werden. Lies dazu auch die näheren Informationen in den Mindestanforderungen an Biologie-Artikel. |

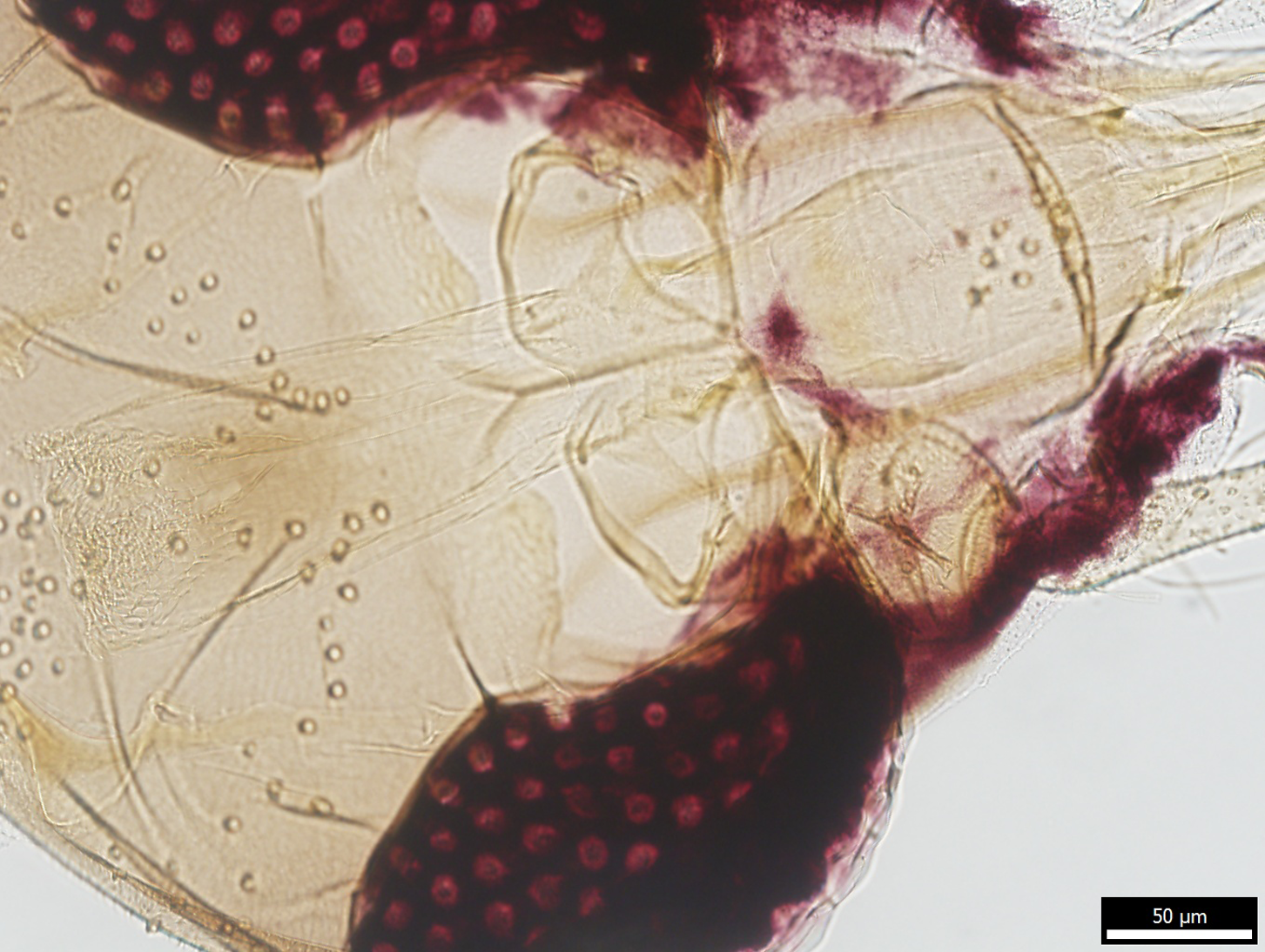
Der Pharynx (Schlund) im Inneren der Mücke dient in Verbindung mit den Mundwerkzeugen zum Aufsaugen der Nahrung und ist bei Phlebotomus mascittii spezifisch aufgebaut.

Phlebotomus mascittii ist eine Art aus der Unterfamilie der Sandmücken (Phlebotominae), die zu den Schmetterlingsmücken (Psychodidae) zählen. Die blutsaugenden Mücken stehen im Verdacht, Überträger von Krankheiten wie Leishmaniose zu sein.

## Merkmale
Die Individuen sind etwa 3 mm groß. Mit ihren breiten Mundwerkzeugen können sie die Haut von Säugetieren aufritzen und dann das aus der Wunde fließende Gemisch aus Blut und Lymphe aufsaugen. Die Art steht im Verdacht, Vektor (Überträger) für Leishmanien zu sein.

## Verbreitung
Sie kommt hauptsächlich im Mittelmeerraum vor, ihr Verbreitungsgebiet umfasst Teile des südlichen Europas und des Nahen Ostens sowie Nordafrika. Durch den Klimawandel bedingt, dringt sie auch in weiter nördlich gelegene Länder Europas vor, darunter Ungarn, die Slowakei, Slowenien, Österreich, Deutschland, Belgien und Luxemburg. Der Nachweis in Südwestdeutschland erfolgte 1999.